# Lan Khảo
Lan Khảo (chữ Hán giản thể:兰考县, âm Hán Việt: Lan Khảo huyện) là một huyện thuộc địa cấp thị Khai Phong, tỉnh Hà Nam,, Cộng hòa Nhân dân Trung Hoa. Huyện Lan Khảo có diện tích 1116 km², dân số năm 2002 là 750.000 người. Huyện lỵ đóng ở trấn Thành Quan. Huyện Lan Khảo được chia thành 5 trấn, 11 hương.
- Nhai đạo biện sự xứ: Thành Quan, Cổ Dương, Trương Quân Mộ, Nam Chương và Hồng Miếu.
- Trấn: Diêm Lâu, Cốc Doanh, Tiểu Tống, Thành Quan, Hứa Hà, Mạnh Trại, Tam Nghĩa Trại, Trảo Doanh, Bồ Đào Giá và Đông Bá Đầu.
- Hương: